# Ligne T10 du métro de Stockholm
La ligne T10 est une ligne du métro de Stockholm, en Suède.
Elle comporte 14 stations et a été inaugurée en 1975. Il s'agit de l'une des branches de la ligne bleue, avec la ligne T11.

## Tracé et stations

### Liste des stations
| Station             | Correspondance               | Inauguration |
| ------------------- | ---------------------------- | ------------ |
| Hjulsta             |                              | 1975         |
| Tensta              |                              | 1975         |
| Rinkeby             |                              | 1975         |
| Rissne              |                              | 1985         |
| Duvbo               |                              | 1985         |
| Sundbybergs centrum |                              | 1985         |
| Solna strand        |                              | 1985         |
| Huvudsta            |                              | 1985         |
| Västra skogen       | T11                          | 1975         |
| Stadshagen          | T11                          | 1975         |
| Rådhuset            | T11                          | 1975         |
| Fridhemsplan        | T11, T17, T18, T19           | 1952         |
| T-Centralen         | T11, T13, T14, T17, T18, T19 | 1957         |
| Kungsträdgården     | T11                          | 1977         |

## Exploitation
La ligne est exploitée par Storstockholms Lokaltrafik, l'autorité organisatrice des transports publics de Stockholm.